# イェジ・イグナツィ・ルボミルスキ
イェジ・イグナツィ・ルボミルスキ（Jerzy Ignacy Lubomirski, 1691年3月15日 - 1753年7月19日）は、ポーランド・リトアニア共和国の貴族、公爵（帝国諸侯）。

## 生涯
ヘトマンのヒェロニム・アウグスティン・ルボミルスキ公爵とその妻コンスタンツィア・フォン・アルテンボックムの次男。母の妹カタリーナ・フォン・アルテンボックムはアウグスト強王の妾となった。
ジェシュフ、ロズヴァドゥフ及びジェレフフの領主。1726年～1732年王冠領野戦書記官（Pisarz Polny Koronny）、1744年より近衛騎兵連隊（Gwardia konna）連隊長、1746年より王冠領大旗手（Chorąży）を務めた。ポーランド軍及びザクセン選帝侯領軍の陸軍少将の階級を保持した。1727年白鷲勲章拝受。
1718年1月6日ドレスデンにて、アウグスト強王の当時の妾マリアンナ・デーンホフと結婚（1730年死別）、間にテオドル・ヒェロニム・ルボミルスキら1男1女をもうけた。
1737年2月28日ドレスデンにて、ヨハンナ・フォン・シュタイン・ウント・イェッティンゲン（1723年 - 1783年）と再婚、彼女との間にユゼファ・ルボミルスカ（アダム・ポニンスキの妻）、フランチシェク・グジェゴシュ・ルボミルスキら3男2女をもうけた。